# Безбородько Любов Іллівна
Графиня Любов Іллівна Безбородько, в шлюбі Кушелєва (нар. 1783 — пом. 14 липня 1809) — фрейліна, спадкоємиця баснословного статку братів Безбородьків, дружина російського адмірала Григорія Кушелєва.  

## Життєпис
Старша дочка малоросійського дворянина, графа Іллі Андрійовича Безбородька від шлюбу з Ганною Іванівною Ширай. Отримала домашнє виховання під орудою матері. 5 квітня 1797 року — в день коронування імператора Павла I — була пожалувана фрейліною до государині Марії Федорівни. 
В 1799 р. разом з молодшою сестрою Клеопатрою, пізніше княгинею Лобановою-Ростовською, дістала у спадок колосальне багатство свого дядька, князя Олександра Безбородька, ставши ледь не найзаможнішою нареченою імперії. За доволі скромними оцінками, вартість рухомого та нерухомого майна в її частці, крім капіталів, становила понад 10 млн рублів. Любов Іллівна, з-поміж іншого, отримала у довічне володіння половину Хмільницького староства, а з дрібниць перепали венеціанський столовий сервіз й алмазні речі. 
Дівчина належала до ґрона перших красунь при царськім дворі. Милуючись нею, дядько всякчас повторював: «для моєї племінниці немає жениха, а для графа Віктора Павловича нема нареченої». 13 жовтня 1799 у віці 16 літ вона була віддана за улюбленця імператора, 45-літнього вдівця, графа Григорія Григоровича Кушелєва. За твердженням Федора Ростопчина, нерівний шлюб був влаштований Петром Завадовським. Весілля справили у Гатчинському палаці, їхній первісток з'явився на світ 4 вересня 1800 року.
За свідченням О. С. Шишкова, Павло I був невдоволений одруженням Кушелєва, запідозривши того в користолюбстві. Коли адмірал захворів, імператор висловив переконання, що «англієць», доктор Вілліє, його вморить, додавши: «Втім, невелика біда, якщо й помре. Він женився на багатстві й пішов у холопи до своєї дружини. Я сам, сподаре, люблю жінок, але не стану запобігати перед ними». Шишков же, бачачи подібне обурення, осмілився сказати: «Государю, мабуть, він не добре зробив, що в таких літах побравсь, але смію за нього ручатись, що к цьому спонукало його достоїнство сеї дівиці, а не багатство її, в котрому він, бувши стільки од Вашої Величності нагороджений, не має жодної необхідності».
Після сходження на престол Олександра I граф Кушелєв під приводом недуги був змушений податися із Санкт-Петербургу у своє обійстя Краснопольці (Холмського повіту Псковської губернії). Там він і провів решту життя, займаючися сільським господарством. В столицю навідувався рідко, хіба що для побачень зі своячкою, кн. Клеопатрою, — саме їй він довірив виховання синів Олександра й Григорія після смерті дружини. Любов Іллівна пішла з життя зовсім молодою й була похована на Лазарівському цвинтарі Олександро-Невської лаври.

### Діти
У шлюбі мала 2 синів і доньку:
- Олександр (4 вересня 1800 — 6 квітня 1855), після смерті діда, графа Іллі Безбородька, й згасання чоловічої лінії роду, дістав право йменуватися графом Кушелєвим-Безбородьком[7];
- Григорій (9 березня 1802 — 15 лютого 1855), генерал-лейтенант;
- Ганна (21 серпня 1808 — 11 березня 1813), похована поруч з матір'ю.